# Дмитриевская волость (Миусский округ)
Дми́триевская во́лость — историческая административно-территориальная единица Миусского, затем Таганрогского округа Области Войска Донского с центром в слободе Дмитровка.
По состоянию на 1873 год состояла из слободы и села. Население — 5776 человек (3350 мужского пола и 2426 — женского), 822 дворовых хозяйства.
Крупнейшие поселения волости:
- Дмитровка — слобода у реки Миус в 128 верстах от окружной станицы и за 12 верст от Есауловской почтовой станции, 4089 человек, 710 дворовых хозяйства, в хозяйствах насчитывалось 170 плугов, 559 лошадей, 694 пары волов, 2718 овец;
- Дибровско-Новоселицкое — посёлок у балкой Дубровская за 130 верст от окружной станицы и за 15 верст от Есауловской почтовой станции, 687 человека, 112 дворовых хозяйств, в хозяйствах насчитывалось 30 плугов, 83 лошади, 121 пара волов, 559 овец.

Старшинами волости были: в 1905 году — Василий Фёдорович Недодаев, в 1912 году — А. И. Ткаченко.